# Leopoldo Pullè
Leopoldo Pullè (Verona, 17 aprile 1835 – Milano, 23 marzo 1917) è stato un politico, scrittore e drammaturgo italiano.

## Biografia
Nacque a Verona il 17 aprile (forse il 18) 1835 da Giulio e Luigia Sambuco.
Nel marzo del 1848, poco più che tredicenne, decise di arruolarsi come volontario nella milizia di Milano e dal 1849 fu a Venezia per la difesa di Marghera. Con lo scoppio della Seconda guerra d'indipendenza italiana nel 1859, a Milano dove risiedeva con la famiglia, trasmigrò a Torino ove colse l'occasione per arruolarsi ancora una volta come volontario nei cavalleggeri del Monferrato, prendendo parte alla Battaglia di San Martino, servendo sotto il capitano Avogadro. Divenuto sottotenente, passò nel Genova cavalleria ove ottenne la promozione a tenente, per poi divenire capitano dei lanceri di Foggia nel 1866 quando, nell'ambito della Terza guerra d'indipendenza italiana, ottenne il comando del 2º squadrone nella divisione comandata dal generale Enrico Cialdini. Quando il suo reggimento venne trasferito a Palermo per sedare le rivolte locali, fu consigliere in diversi tribunali di guerra per poi tornare nel 1867 a Milano con la promozione a colonnello.
Dopo le guerre d'indipendenza decise di darsi alla politica a Milano: divenne consigliere comunale nel 1879 sotto la prima amministrazione Belinzaghi, divenendo assessore durante la seconda amministrazione della medesima coalizione. Divenne deputato dal 1880 al 1904 e poi senatore dal 1905. Ricoprì dal 26 febbraio 1891 al 10 maggio 1892 l'incarico di sottosegretario di Stato al Ministero della pubblica istruzione. Nel 1890 gli venne riconosciuto il titolo di conte e nel medesimo periodo divenne presidente della Lanerossi. Sempre nel 1890 venne nominato consigliere delegato dell'Anonima Grandine, fondata e diretta dall'assicuratore Pio Pontremoli.
Interessato alla scrittura come il padre, fu autore di alcune pubblicazioni e divenne conosciuto anche con lo pseudonimo di Leo di Castelnuovo.

Leopoldo Pullè abitò a Villa Pellegrini Marioni Pullè a Chievo (Verona) dove ospitò Re Umberto I

.

## Opere
Scrisse molti lavori teatrali, romanzi e volumi di ricordi.
- Il guanto della regina
- O bere o affogare
- Il conte Ugolino
- Patria Esercito Re, pagine del Risorgimento Italiano
- Fra vivi e morti : ricordi d'armi, d'arte e di politica

Collaborò tra le altre opere alla stesura de Famiglie notabili milanesi di Felice Calvi assieme a Luigi Agostino Casati.